# (1717) Arlon
(1717) Arlon es un asteroide perteneciente al cinturón de asteroides descubierto por Sylvain Julien Victor Arend desde el Real Observatorio de Bélgica, Uccle, el 8 de enero de 1954.

## Designación y nombre
Arlon recibió al principio la designación de 1954 AC.
Más tarde se nombró por la ciudad belga de Arlon.

## Características orbitales
Arlon orbita a una distancia media de 2,196 ua del Sol, pudiendo acercarse hasta 1,912 ua. Su inclinación orbital es 6,189° y la excentricidad 0,129. Emplea en completar una órbita alrededor del Sol 1188 días.